# Денис Еверберг
Денис Еверберг (швед. Dennis Everberg — Вестерос, 31. децембар 1991) професионални је шведски хокејаш на леду који игра на позицијама крилног нападача.
Члан је сениорске репрезентације Шведске за коју је на међународној сцени дебитовао на светском првенству 2017. када је шведски тим освојио златну медаљу. 
Каријеру је започео у шведском Реглеу, а током каријере играо је још и за НХЛ тим Колорадо авеланче и шведски Векше. Од 2017. игра за руски Авангард из Омска у КХЛ лиги. 